# Eunomia (djur)
För andra betydelser, se Eunomia (olika betydelser).
Eunomia är ett släkte av ringmaskar. Eunomia ingår i familjen Phyllodocidae.
Kladogram enligt Catalogue of Life:
| Eunomia | \| \| Eunomia tympana \| \| \| \| \| \| Eunomia viridissima \| \| \| \| |
|         | \| \| Eunomia tympana \| \| \| \| \| \| Eunomia viridissima \| \| \| \| |
|         | Eunomia tympana                                                         |
|         |                                                                         |
|         | Eunomia viridissima                                                     |
|         |                                                                         |